# 89818 Jureskvarč
(89818) Jureskvarč, denumire internațională (89818) Jureskvarc, este un asteroid din centura principală de asteroizi.

## Descriere
89818 Jureskvarč este un asteroid din centura principală de asteroizi. A fost descoperit pe 2 ianuarie 2002 la Cima Ekar în cadrul programului Asiago-DLR Asteroid Survey. Asteroidul prezintă o orbită caracterizată de o semiaxă mare de 2,57 ua, o excentricitate de 0,03 și o înclinație de 10,7° în raport cu ecliptica.